# Conus varius
Conus varius é uma espécie de gastrópode do gênero Conus, pertencente a família Conidae.